# Filmpool Film- und Fernsehproduktion
Die Filmpool Film- und Fernsehproduktion GmbH war eine im Jahr 1974 gegründetes Film- und Fernsehproduktionsunternehmen. Im Jahr 2012 gingen aus ihr die beiden Unternehmen filmpool entertainment GmbH und Filmpool fiction GmbH hervor.

## Geschichte
Die Journalistin und Produzentin Gisela Marx gründete das Unternehmen am 31. Oktober 1974. Nach ihrem Austritt aus der Geschäftsführung am 1. September 2009 war sie weiterhin als Beraterin tätig. Die erste Produktion der Filmpool war ein Werbefilm für Tapeten. In den 1970ern lag der Schwerpunkt der Firma auf der Entwicklung und Herstellung von Industrie- und Werbefilmen, zum Beispiel für den Unimog, Linde AG und Ministerien sowie von Dokumentationen.
In den 1980ern kamen Fernsehfilme und -Serien hinzu. Seit Anfang der 1990er Jahre beschäftigt sich Filmpool auch mit der Entwicklung von „non-fiktionalen“ Unterhaltungsformaten sowie Comedy.
Seit 2004 gehört Filmpool zur MME-Moviment-Gruppe. Diese Gruppe wurde 2007 durch die britische Firmengruppe All3Media übernommen. Im Jahr 2012 teilte das Unternehmen Filmpool in die Filmpool Entertainment GmbH und die Filmpool Fiction GmbH auf. Die MME Moviment AG ist in beiden Fällen die hundertprozentige Muttergesellschaft beider Unternehmen. Filmpool Entertainment ging dabei per Umfirmierung aus dem Ursprungsunternehmen hervor. Filmpool Fiction entstand per Umfirmierung und Übertragung von Geschäftstätigkeit an eine bereits zuvor im Bestand von MME Moviment befindliche Gesellschaft.
Das Kerngeschäft von Filmpool Entertainment umfasst die Entwicklung und Produktion von Unterhaltungssendungen verschiedener Genres. Das Unternehmen produziert nach eigenen Angaben (Stand 2024) mehr als 1000 Stunden Fernsehprogramm jährlich, vorwiegend im Bereich Scripted Reality.
Filmpool Fiction entwickelt und produziert für die deutsche Fernsehindustrie fiktionale Inhalte. Zu den Programmmarken von Filmpool Fiction zählen der „Tatort“-Münster mit Jan Josef Liefers und Axel Prahl sowie der „Polizeiruf 110“ aus Rostock. Weitere bekannte Produktionen beinhalten die Krimi-Reihe Kommissar Dupin, ebenso wie der „Polizeiruf 110“ aus Magdeburg. Es gehören auch einige Einzelwerke in das Portfolio des Unternehmens, darunter Besser als Du, Das Gewinnerlos, Letzte Ausfahrt Sauerland und Mutter reicht’s jetzt.

## Unternehmen
Filmpool Entertainment verfügt über eine eigene Casting-Abteilung, deren Kartei etwa 120.000 Laiendarsteller aus Deutschland umfasst. 2006 wurde die Filmpool Academy zur Weiterbildung der Mitarbeiter gegründet. Seminare zur Regiearbeit wurden vom Regisseur Rainer Matsutani als Dozent durchgeführt.
Die Jahresumsätze der Filmpool Film- und Fernsehproduktion GmbH waren 2003: 44 Millionen Euro; 2004: 49 Millionen Euro; 2005: ca. 47 Millionen Euro.

## Auszeichnungen
Auszeichnungen von Filmpool-Produktionen seit 1998 (Auswahl):
Schande
- 1999 Deutscher Fernsehpreis in der Kategorie „Beste Regie Fernsehfilm“: Claudia Prietzel
- 2000 Prix Italia (52. Internationaler Radio- und Fernseh-Wettbewerb)

Kelly Bastian – Die Geschichte einer Hoffnung
Richterin Barbara Salesch
- 2002 Deutscher Fernsehpreis – „Beste tägliche Sendung“

Pietje Bell
- 2003 Kinderfilmfest Münster: Preis der Kinderjury

Der Novembermann
- 2007 Filmkunstpreis für Fernsehen in Deutschland

Es liegt mir auf der Zunge
- 2009 Internationales Fernsehfestival Zoom, Kritikerpreis – Bester europäischer Fernsehfilm

## Produktionen (Auswahl)
- 1980–1990: WWF Club (Westdeutsches Werbefernsehen, Show)
- seit 1993: Polizeiruf 110 (NDR)
- 1993: Motzki (NDR/WDR, Fernsehserie)
- 1999: Schande (Fernsehfilm)
- 1999–2012: Richterin Barbara Salesch (Sat.1, Gerichtsshow)
- 2001–2004: Die Sitte (RTL, Fernsehserie)
- 2001–2008: Das Jugendgericht (RTL, Gerichtsshow)
- 2001–2013: Zwei bei Kallwass (Sat.1, Pseudo-Reality-Show)
- 2002–2008: Das Familiengericht (RTL, Gerichtsshow)
- seit 2002: Münster-Tatorte (WDR/ARD, Krimiserie)
- 2003–2014: Niedrig und Kuhnt – Kommissare ermitteln (Sat.1, Pseudo-Doku)
- 2005: Platz für Helden (KI.KA, Kindermagazin)
- 2007–2008: Staatsanwalt Posch ermittelt (RTL, Pseudo-Doku)
- 2007: Der Novembermann (Fernsehfilm)
- 2007–2011: Alles was recht ist (ARD-Reihe)
- 2009–2014: Familien im Brennpunkt (RTL, Pseudo-Doku-Soap)
- 2009–2018: Verdachtsfälle (RTL, Pseudo-Doku-Soap)
- 2009: Es liegt mir auf der Zunge (Fernsehfilm, ARD)
- 2009: Gonger – Das Böse vergisst nie (ProSieben, Film)
- 2009–2011: Countdown – Die Jagd beginnt (RTL, Fernsehserie)
- 2010–2015: Die Trovatos – Detektive decken auf (RTL)
- 2010–2015: X-Diaries (RTL2, Pseudo-Doku-Soap)
- 2010: Der Mauerschütze (Fernsehfilm, ARTE/NDR)
- 2011–2014: Privatdetektive im Einsatz (RTL2, Pseudo-Doku-Soap)
- 2011–2014: Verklag mich doch! (VOX, Pseudo-Doku-Soap)
- seit 2011: Berlin – Tag & Nacht (RTL2, Daily Soap)
- 2012–2013: Familien-Fälle (Sat.1)
- seit 2012: Köln 50667 (RTL2, Daily-Soap)
- seit 2013: Hilf mir! Jung, pleite, verzweifelt … (RTL2, Scripted Reality)
- 2013: Patchwork Family (Sat.1/sixx, Pseudo-Doku-Soap)
- 2013: Kallwass greift ein (Sat.1, Pseudo-Doku-Soap)
- 2013–2018: Anwälte im Einsatz (Sat.1, Pseudo-Doku-Soap)
- 2013–2022: Auf Streife (Sat. 1, Pseudo-Doku-Soap)
- 2013: Schmiede 21 (RTL2, Pseudo-Doku-Soap)
- 2014: Wien – Tag & Nacht (ATV, Pseudo-Doku-Soap)
- 2014: Let´s talk about... (RTL2, Doku-Soap)
- 2016: Polizeiruf 110: Endstation
- 2017–2018: Die andere Seite (TLC, Wöchentliche Mysterysoap).
- 2018: Leben.Lieben.Leipzig (RTL2, Pseudo-Doku-Soap)
- seit 2015: Auf Streife – Die Spezialisten (Sat.1)
- seit 2016: Klinik am Südring (Sat.1)
- seit 2022: SOS – Retter im Einsatz (RTL2,  Pseudo-Doku-Soap)
- seit 2022: Barbara Salesch – Das Strafgericht (RTL, Gerichtsshow)
- seit 2023: Verklag mich doch! (RTL)
- seit 2024: Notruf (Sat. 1)
- seit 2024: Auf Streife - Die neuen Einsätzen (Sat.1)